# Aplocnemus tarsalis
Aplocnemus tarsalis är en skalbaggsart som först beskrevs av Sahlberg 1822.  Aplocnemus tarsalis ingår i släktet Aplocnemus, och familjen borstbaggar. Arten är reproducerande i Sverige.